# 张爱军 (1964年)
张爱军（1964年2月—），男，汉族，江苏如东人，中华人民共和国政治人物。江苏省委党校研究生学历，硕士学位。第十三届全国人民代表大会江苏地区代表。现任江苏省人大常委会副主任、党组副书记。

## 生平
1987年7月加入中国共产党。2001年11月任海安县委书记，2006年7月任中共扬州市委常委、市纪委书记，2009年1月任扬州市委常委、常务副市长，2012年7月任扬州市委常委、组织部部长。2015年1月任扬州市委副书记，2016年9月任扬州市人民政府代市长，2017年2月当选市长。
2018年2月24日，当选为第十三届全国人大代表。4月18日，任中共宿迁市委书记。
2020年10月，任中共江苏省委常委、宣传部部长。2024年1月，当选为江苏省人大常委会副主任。